# チャン・ソヨン (バレーボール)
チャン・ソヨン（漢字表記：張少燕、ハングル表記：장소연、ラテン翻記：Chang So-yun、1974年11月11日 - ）は、大韓民国の女子バレーボール選手。元大韓民国代表。

## 来歴
釜山広域市出身。中学1年次よりバレーボールを始める。高校卒業後は実業団チームのソンギョン・インダストリー（現SKグループ）に入団し、同年大韓民国代表に選出された。チームの廃部に伴い、現代建設に移籍し、同チームの黄金期を築いた。
1990年代・2000年代前半の代表チームにおけるキープレーヤーの1人として、2000年と2004年にはオリンピック出場を果たしている。
結婚後の2005年に現役を引退し、オーストラリアに留学。2007年に出産し、実業団チームでプレーした。2009年にドラフトでKT&Gアリエールズに指名され、トップリーグに復帰すると同年のチーム優勝に貢献。2013/14シーズンには韓国道路公社ハイパスジェニスに移籍した。2016年までコーチ兼任でプレーし、現役引退。
2024年、ペッパー貯蓄銀行AIペッパーズの監督に就任。

## エピソード
もともとセッターが希望であったが、高身長となりセンターにコンバートされている。
元韓国代表の名セッターであるカン・ヘミとは同い年の同郷で、ヘミとのコンビによる高速Cクイックで知られる。

## 球歴
- 大韓民国代表 1992 - 2004年
  - オリンピック - 1996年、2000年、2004年
  - 世界選手権 - 1998年、2002年
  - ワールドカップ - 1995年、1999年、2003年
  - グラチャン - 1997年
  - ワールドグランプリ - 1995年、1996年、1997年、1998年、1999年、2000年、2003年、2004年
  - アジア選手権 - 1995年、1997年、1999年、2001年、2003年

## 所属クラブ
- シンギョン・インダストリー（現SKグループ）（1992-1998年）
- 現代建設 （1998-2004年）
- KT&Gアリエールズ（2009-2012年）
- 韓国道路公社ハイパスジェニス（2013-2016年）

## 参考
- FIVB Profile
- Athens 2004
- 『月刊バレーボール』 2014年11月号 126ページ